# Petar Zekavica
Petar Zekavica (serbisch-kyrillisch Петар Зекавица; * 8. Oktober 1979 in Belgrad, SFR Jugoslawien) ist ein serbischer Schauspieler.

## Leben
Gemeinsam mit seiner Familie zog Zekavica 1991 nach Moskau. Seine Eltern kehrten später nach Belgrad zurück. Später zog er nach Hawaii und ist Absolvent der Hawaii Pacific University (HPU). Nach seinem Abschluss zog er nach New York City, um dort zu leben und zu arbeiten. 2002 folgte die Rückkehr nach Russland.
2002 wurde er mit dem Preis des Internationalen Filmfestivals Without Barriers ausgezeichnet, dem Publikumspreis für den Film Alain's Rule. 2013 wurde er mit dem Preis des Internationalen Filmfestivals Uljanowsk als bester Schauspieler ausgezeichnet. Er erhielt die Medaille für seinen Beitrag zur Entwicklung von Kultur und Wissenschaft in Russland für den Film Alain's Rule.
Zekavica ist geschieden und Vater einer Tochter und eines Sohnes.

## Filmografie
- 2005: Dorogaya Masha Berezina (Fernsehserie, 27 Episoden)
- 2005: Ne rodis krasivoy (Fernsehserie, Episode 1x28)
- 2007: Svakha (Fernsehserie, 78 Episoden)
- 2008: Chastnik (Fernsehfilm)
- 2009: Materinskiy instinkt (Fernsehfilm)
- 2011: Na solnechnoy storone ulitsy (Fernsehserie)
- 2011: PiraMMMida
- 2011: All Inclusive ili Vsyo vklyucheno!
- 2012: Match
- 2013: Sudba Marii (Fernsehfilm)
- 2013: Ya ostavlyayu vam lyubov (Fernsehserie)
- 2013: Vsyo vklyucheno 2
- 2013: Stalingrad (Сталинград)
- 2014: Übersetzer (Perevodchik/Переводчик) (Mini-Serie, 4 Episoden)
- 2014: Pravila okhoty. Otstupnik (Fernsehfilm)
- 2016: Geroy
- 2016: Ves etot dzhem
- 2017: Chuzhoy ded (Fernsehfilm)
- 2017: Fathers (Ottsy/Отцы) (Mini-Serie, 12 Episoden)
- 2017: Anomaliya
- 2017: Detki naprokat
- 2018: Jenseits der Realität (Sa granju realnosti/За гранью реальности)
- 2018: Zhivoy (Fernsehserie)
- 2018: Na poroge lyubvi (Mini-Serie)
- 2018: Sadovoe Koltso (Mini-Serie)
- 2019: Sem uzhinov
- 2019: Zhivaya mina (Fernsehserie)
- 2019: Drzavni sluzbenik (Fernsehserie, 5 Episoden)
- 2019: Rebellion der Magier (Abigail/Эбигейл)
- 2019: Nebo izmeryaetsya milyami
- 2019: Soyuz spaseniya
- 2019: Kak vyiti zamuzh. Instruktsiya (Mini-Serie)
- 2020: Dara iz Jasenovca
- seit 2020: Zigosani u reketu (Fernsehserie)